# Валдайский национальный парк
Национальный парк «Валдайский» образован 17 мая 1990 года с целью сохранения уникального озёрно-лесного комплекса Валдайской возвышенности и создания условий для развития организованного отдыха в этой зоне.

## История
Список археологических памятников включает 82 объекта — древние стоянки (VII—VI вв. до н. э.), городища, селища, сопки, курганы. Здесь находится 9 памятников садово-паркового искусства — старинные усадьбы с парками, 22 ценнейших памятника архитектуры и деревянного зодчества XVII—XIX вв. Среди них — Иверский Богородицкий Святоозерский мужской монастырь, основанный в 1653 году на Сельвицком острове озера Валдайское патриархом всея Руси Никоном; церковь Екатерины в г. Валдае — великое творение русского архитектора Н. А. Львова (XVIII в.), где сейчас расположен музей истории Валдая и экспозиция «Валдайский колокольчик». Сам город Валдай является исторической достопримечательностью — в 1996 году ему исполнилось 500 лет. В деревне Никольское находится первый в России рыборазводный завод, созданный основоположником научного рыбоводства  В. П. Врасским (1829—1863 гг.). был удостоен Золотой медали Российского Общества сельского хозяйства, а также медалью Парижского Общества акклиматизации. По отчету комиссии, обследовавшей Никольский рыбоводный завод, Московское общество сельского хозяйства на своём очередном собрании 16 ноября 1857 г. определило: «господина Врасского, в изъявление уважения к его полезным трудам, избрать действительным членом Общества, а заведение его принять под особое покровительство, донеся о том Министерству государственных имуществ и внутренних дел…» (Протокол заседания Моск. общества, 1857).
Часть памятников связана со значительными историческими событиями. Здесь, недалеко от Яжелбиц, у так называемого «Игнач Креста» войско хана Батыя повернуло, отказавшись от наступления на Новгород. В 1456 году был заключен знаменитый «Яжелбицкий мир» между Новгородом и Москвой.

## География
Национальный парк находится в северной части Валдайской возвышенности на территориях Окуловского, Валдайского и Демянского районов Новгородской области. На территории Валдайского парка насчитывается около 200 озёр, 56 озёр с площадью более 20 га.

## Климат
Климат территории умеренно-континентальный. Лето относительно тёплое, зимой погода неустойчивая. В январе средняя температура — − 10°С, в июле средняя температура — 16-17 °С. За зимний период выпадает 80-100 мм осадков, за летний период — 200-250 мм осадков.

## Фауна
Основу фауны наземных позвоночных парка составляют следующие виды: лось, кабан, медведь, заяц-беляк, барсук, лисица, куница, рысь и другие животные, связанные с обитанием в воде: бобр речной, выдра, норка, водяная крыса, а также утки всех видов. Из отряда куриных наиболее многочисленны рябчик, глухарь, тетерев. Повсеместно по территории распространён кабан, лось, заяц-беляк, белка, медведь, бобр и др. Численность этих видов животных колеблется по годам, но незначительно. По территории парка распространён волк. Озера и реки парка богаты многообразными видами рыб: щука, лещ, налим, линь, карась, снеток, ряпушка, судак, плотва, окунь, ёрш и другие.
| Виды, включённые в Красную книгу РФ | Виды, включённые в Красную книгу РФ |
| Название                            | Научное название                    |
| ----------------------------------- | ----------------------------------- |
| Беспозвоночные                      |                                     |
| Мнемозина                           | Parnassius mnemosyne                |
| Обыкновенный аполлон                | Parnassius apollo                   |
| Птицы                               |                                     |
| Беркут                              | Aquila chrysaetos                   |
| Большой подорлик                    | Aquila clanga                       |
| Европейская чернозобая гагара       | Gavia arctica arctica               |
| Змееяд                              | Circaetus gallicus                  |
| Кулик-сорока                        | Haematopus ostralegus               |
| Обыкновенный серый сорокопут        | Lanius excubitor excubitor          |
| Сапсан                              | Falco peregrinus                    |
| Скопа                               | Pandion haliaetus                   |
| Филин                               | Bubo bubo                           |
| Черный аист                         | Ciconia nigra                       |
| Южная золотистая ржанка             | Pluvialis apricaria apricaria       |

## Флора
В растительном покрове представлены еловые, сосновые и берёзовые леса, встречаются участки северных дубрав с лещиной, ясенем, неморальным разнотравьем; есть верховые болота, суходольные луга. Лесные земли парка составляют 86 % площади. Насаждения с преобладанием ели занимают 28 % лесных земель, берёзы — 36 %, сосны — 17 %, осины — 3 %, ольхи серой — 16 %. В лесах произрастает 57 видов древесных растений, в том числе 42 дикорастущих и 15 культурных.
| Виды, включённые в Красную книгу РФ | Виды, включённые в Красную книгу РФ |
| Название                            | Научное название                    |
| ----------------------------------- | ----------------------------------- |
| Грибы                               |                                     |
| Ежовик коралловидный                | Hericium coralloides                |
| Лишайники                           |                                     |
| Лобария легочная                    | Lobaria pulmonaria                  |
| Плауновидные                        |                                     |
| Полушник озерный                    | Isoetes lacustris                   |
| Полушник щетинистый                 | Isoetes setacea                     |
| Покрытосеменные                     |                                     |
| Армерия обыкновенная                | Armeria maritima subsp. maritima    |
| Венерин башмачок настоящий          | Cypripedium calceolus               |
| Лосняк Лёзеля                       | Liparis loeselii                    |
| Меч-трава обыкновенная              | Cladium mariscus                    |
| Пальчатокоренник балтийский         | Dactylorhiza baltica                |
| Ятрышник обожженный                 | Orchis ustulata                     |
| Ятрышник шлемоносный                | Orchis militaris                    |

## Туризм
Валдайский национальный парк является одним из самых посещаемых парков, благодаря близкому расположению от крупнейших городов России — Москвы и Санкт-Петербурга. Здесь расположены известные крупные озера Валдайское и Селигер, давно освоенные туристами-водниками. На озере Вельё действует летний детский экологический лагерь.

## Фотогалерея
- Болота и леса
- Труднопроходимые участки леса
- Завал леса
- Лесная чаща
- Молодые побеги ландышей
- Мелиорационный канал
- Поляна цветов купальницы европейской
- Заболоченный участок парка